# Белавин, Николай Александрович
Никола́й Алекса́ндрович Бела́вин (6 декабря 1912, Капустин Яр, Астраханская губерния, Российская империя — 1 февраля 1993, Москва, Московская область, Россия) — советский художник.

## Биография
Родился 6 декабря 1912 года в слободе Капустин Яр Астраханской губернии (ныне — село Капустин Яр Астраханской области), Российская империя, в семье православного священника Александра Тимофеевича Белавина. Был восьмым и последним ребёнком в семье.
В 1914 году вместе с родителями Н. А. Белавин переехал в село Увары, ныне в Камызякском районе Астраханской области, куда на основании прошения, перевели его отца, Александра Белавина, на священническую вакансию к церкви Казанской Божьей Матери. С раннего детства проявлял интерес к рисованию и предавал этому занятию большую часть времени.
В 1925 году Н. А. Белавин вместе с родителями переехал в Астрахань, где учился в школе имени Клары Цеткин, располагавшейся в здании бывшего женского епархиального училища. После окончания семи классов школы, переехал в Худжанд, ныне – административный центр Согдийской области, Таджикистан. В Худжанде начал свою трудовую деятельность: сначала художником-оформителем в цирке, а потом чернорабочим в Среднеазиатском желдорстрое.
С 1930 по 1932 год учился в Москве — в техникуме Объединения государственных книжно-журнальных издательств РСФСР (ОГИЗ) — и окончил технографическое вечернее отделение.
До начала Великой Отечественной войны проживал в Москве и работал на оформлении различных выставок и мероприятий, в том числе: выставки «История марксизма-ленинизма» в Московской государственной консерватории, изготовлении серии панно для Военно-юридической академии Красной Армии и оформлении выставки для Института мозга.
После начала Великой Отечественной войны, 28 августа 1941 года был призван на фронт Сокольническим райвоенкоматом и направлен на обучение в Московское пехотное училище. Зимой 1941—1942 годов обморозил ноги, был отставлен при отступлении советских войск и попал в плен. Находился в плену в городе Бамберг до освобождения Баварии американскими войсками весной 1945 года. После прохождения фильтрационного лагеря вернулся в действующую армию, и был демобилизован 12 ноября 1945 года.
13 января 1947 года был осуждён по статье 58-1б Уголовного кодекса РСФСР к лишению свободы на 10 лет с поражением в правах на 5 лет. Находился в исправительных лагерях на Дальнем Востоке. В 1954 году был освобождён условно-досрочно по решению Хабаровского краевого суда.
После освобождения проживал в Саратове, пока в апреле 1955 года не вернулся в Москву, где занимался оформлением павильона «Ленинград и Северо-Западные области» для Всесоюзной сельскохозяйственной выставки.
Со второй половины 1950-х годов работал на срочных проектах и временных работах, а свободное время посвящал поездкам по территории СССР. Во время поездок Н. А. Белавин делал зарисовки карандашом и акварелью, а впоследствии оформлял графические работы в тематические альбомы. Значительная часть его творчества посвящена документированию облика памятников архитектуры.
В 1969 году состоялась первая выставка его работ в музее-усадьбе «Архангельское».
Умер 1 февраля 1993 года в Москве. Похоронен на кладбище в городе Пушкино.